# Ribčev Laz
Ribčev Laz je vesnice v občině Bohinj v Triglavském národním parku na východním břehu Bohinjského jezera. Většinu osady tvoří rekreační a prázdninové domy a hotely. U břehu jezera se nachází přístaviště pro turistickou loď na jezeře a přírodní lezecká stěna. Jihovýchodně od osady leží násep bývalé Bohinjské železnice a kemp.

## Kostely
Ve vesnici se nacházejí dva kostely, které byly dříve centry samostatných vesnic. Jedná se o Cerkev sv. Janeza Krstnika vedle mostu nad odtokem z jezera a Cerkev sv. Duha u jižního břehu jezera směrem na Ukanc.